# Carlos Alazraki
Carlos Alazraki Grossmann (Ciudad de México, 8 de octubre de 1949) es un publicista, empresario, productor y personaje de los medios mexicano, especializado en las campañas políticas. Participó en las campañas políticas de personajes como Luis Donaldo Colosio, Ernesto Zedillo y Roberto Madrazo.

## Biografía
Carlos Alazraki nació en 1949, en la Ciudad de México. Señala que creció en una familia fragmentada en la que sus padres tuvieron varios matrimonios. Tuvo dos hermanos, Manuel y Rosita, la cual falleció antes que naciera Carlos. Su padre, Benito Alazraki Algranti, era director de cine, y desde pequeño tuvo cercanía al ámbito mediático y de producciones fílmicas.

### Formación académica
Carlos Alazraki realizó estudios en la Universidad Iberoamericana, en la Licenciatura en Ciencias y Técnicas de la Información. En Estados Unidos, donde estudió, trabajó en Publicis Romero o JTW, una agencia de publicidad. Se mudó a España, donde trabajó en la televisión.

### Carrera profesional

#### Publicista
Alazraki comenzó su carrera en medios de comunicación en 1970, cuando ingresó a Canal 13, fungiendo como director de programación. Al mismo tiempo fundó la agencia publicitaria Alazraki-Rodríguez Publicidad, asociándose con Adolfo Rodríguez. Esta agencia cambió de nombre a Alazraki & Asociados Publicidad y más tarde a Alazraky Network.
Se convirtió en un influyente publicista, adquiriendo notoriedad y ganando diversos premios. También comenzó a realizar campañas publicitarias para personajes políticos. Realizó campañas para Carlos Hank, Luis Donaldo Colosio y Ernesto Zedillo. La frase “Bienestar para tu familia” procede de la campaña realizada por Alazraki. Alazraki comenzó a hacer marketing político a partir de su experiencia como publicista comercial. Como él mismo lo indica:

Yo no vengo de marketing político, sino de marketing comercial. Cuando trato de vender un candidato, en todo el país, lo hago igual que con un producto. Si éste tiene mucha distribución nacional, tiene más chance de que se venda en toda la República. Es lo que sucede con la Coca Cola o con Marlboro, que hasta en el último changarro se vende. Así es el caso del PR!.
Carlos Alazraki

También es artífice de la frase “Dale un Madrazo al dedazo”, para la campaña presidencial del priista Roberto Madrazo, en 2003, y más tarde también participó en su campaña presidencial en 2006.
Alazraki, además de llevar campañas políticas, también manejó la publicidad de diversas empresas, como Telmex, Sección Amarilla, Posadas, Cerveza Victoria, Comex y Grupo Sanborns.
Alazraki también fue presidente de la Asociación Mexicana de Agencias de Publicidad (AMAP).

#### Productor de televisión
Alazraki ha sido productor de varios proyectos televisivos, especialmente para Canal 40, y más tarde creó su propia productora, llamada Alazraki Atypical.

#### Atypical Te Ve
Alazraki fundó un canal de YouTube, llamado Atypical Te Ve, en 2021, teniendo su primera transmisión el 14 de febrero de ese año. El canal, que nació con cuatro programas distintos, tenía una tendencia en contra del gobierno de Andrés Manuel López Obrador. Al inicio, el canal se financiaba con patrocinios de algunas marcas, como Liverpool, La Costeña, entre otros.

### Vida personal
Carlos Alazraki está casado con Cynthia Alazraki. Sus hijos son Gary y Mark Alazraki.

## Controversias
Durante las elecciones federales de México de 2024, Alazraki se mostró crítico y en contra de la candidatura de la alianza Sigamos Haciendo Historia, encabezada por Claudia Sheinbaum. En su canal Atypical Te Ve pedía abiertamente no votar por la candidata de Morena, señalando que a México se iba a ir "a la chingada". Asimismo solicitaba vehementemente que votaran por Xóchitl Gálvez, candidata opositora.
El 2 de junio de 2024, día de las elecciones, Alazraki y sus invitados criticaron al régimen de López Obrador y también al Instituto Nacional Electoral, debido al inminente triunfo de Claudia Sheinbaum. Ante las reacciones de Alazraki, usuarios de redes sociales mostraron sus burlas y críticas al publicista, por sus gestos clasistas.

## Publicaciones
- Creer, crear, crecer: memorias de un publicista, Editorial Planeta, 2012[6][12]